# Maison de Goethe (Rome)
Ne doit pas être confondu avec Maison de Goethe (Weimar), Maison de Goethe (Francfort) ou Maison de Goethe (Strasbourg).
La maison de Goethe (en italien : Casa di Goethe) est un musée de Rome, en Italie, situé Via del Corso, 18 et consacré à Johann Wolfgang von Goethe et sa vie à Rome de 1786 à 1788. Durant son séjour, Goethe écrit un journal mais aussi de nombreuses lettres qui sont publiés en 1816-1817 dans le Voyage en Italie,.
Le musée est situé dans la maison et dans les mêmes pièces où ont vécu Goethe et son ami, le peintre allemand Johann Wilhelm Tischbein.
L'exposition permanente couvre sa vie en Italie, son travail et l'écriture, mais aussi sa vie privée et présente des documents originaux concernant sa vie. La deuxième exposition, qui est toujours une exposition temporaire, se réfère souvent à des arguments et des thèmes qui relient en quelque sorte les cultures ou les pourparlers italiens et allemands au sujet des artistes tels que Max Beckmann, Heinrich Mann et Thomas Mann, Andreu Alfaro, Günter Grass et Johann Gottfried Schadow et leurs expériences en Italie, ainsi que leurs visions de Goethe. Le musée possède une bibliothèque, qui comprend également la collection de Richard W. Dorn.
La maison de Goethe, ouvre en 1997 et est administrée par l'association des instituts culturels indépendants (Aski) et dirigée par Ursula Bongaerts.

## Source
- (en) Cet article est partiellement ou en totalité issu de l’article de Wikipédia en anglais intitulé « Casa di Goethe » (voir la liste des auteurs).